# Sankt Jakob im Walde
Sankt Jakob im Walde è un comune austriaco 1 067 abitanti nel distretto di Hartberg-Fürstenfeld, in Stiria.